# Schätzmethode
Dieser Artikel wurde aufgrund inhaltlicher und/oder formaler Mängel auf der Qualitätssicherungsseite des Portals Wirtschaft eingetragen. 
Du kannst helfen, indem du die dort genannten Mängel beseitigst oder dich an der Diskussion beteiligst.
Schätzmethoden dienen zur Ermittlung, welche Ressourcen in welchem Umfang für die Produkterstellung notwendig sind.
Wenn ein neues Produkt erstellt werden soll, wird in der Planungsphase die Produktbeschreibung erstellt. Zur Umsetzung müssen hierzu sogenannte Ressourcen bereitgestellt werden, die die Realisierung des oder der Produkte ermöglichen. Bei diesen Ressourcen kann es sich um Werkzeuge, Material, Finanzen, Maschinen oder Menschen handeln.
Im klassischen Arbeitsumfeld wie in projektorientierten Vorgehensweisen werden immer mehr sogenannte standardisierte Methoden zur Schätzung von Aufwänden verwendet. Sie
- sichern, dass die zu leistende Arbeit komplett erfasst wird
- ermitteln, welche Aufwände benötigt werden, um die zuvor festgelegten Ziele zu erreichen
- vermindern das Risiko von Fehleinschätzungen, bei denen die geplanten Mittel zu hoch oder zu gering dimensioniert werden.

Klassifizierung der Schätzmethoden
- Algorithmische Methoden

- Parametrische Methode
- Faktoren- bzw. Gewichtungsmethode

- Vergleichende Methoden

- Analogiemethode (mit ähnlichen Projekten vergleichen)
- Relationsmethode (ähnlich der Analogiemethode nur stärker formalisiert)

- Methoden der Expertenbefragungen

- Einzelschätzung
- Mehrfachschätzung
- Delphi-Methode
- Schätzklausur (der Delphi-Methode ähnlich, nur werden die Schätzungen in einer offenen Runde diskutiert)

- Kennzahlenmethoden

- Multiplikatormethode (auch Aufwand-pro-Einheit-Methode genannt)
- Produktivitätsmethode
- Prozentsatzmethode
- Stichprobenmethode

- Sonstige Methoden

- Zwei-Zeiten-Methode (Best Case – Worst Case)
- Drei-Zeiten-Methode (auch "Beta-Methode")
- Top-Down (Gesamtaufwand wird geschätzt und dann auf einzelne Arbeitsschritte runtergebrochen)
- Bottom-Up (Aufwand für jeden Arbeitsschritt wird geschätzt, daraus ergibt sich dann der Gesamtaufwand)

Schätzverfahren
- COCOMO
- Function-Point-Verfahren
- Vergleichen und Schätzen, REFA-Methode zum Ermitteln von Vorgabezeiten für Produktionsprozesse